# Khom
Khom is de naam waarmee de Thai en Lao specifiek de oude Khmer aanduiden die in het zuidelijke gebied woonden voor de komst van de Tai-volkeren. Ook wordt met deze term de Lao Thoeng aangeduid die in het midden en zuiden van Laos wonen.
Historici gebruiken de term ook om andere oude volkeren mee aan te duiden die in het gebied van hedendaags Laos woonden voor de komst van de Lao. Zoals de Mon, Khamu en Lawa.